# シンプル・ライフ
『シンプル・ライフ』（The Simple Life）はE!（2005年まではFOX）で放送されていたリアリティ番組。

## 概要
パリス・ヒルトンとニコール・リッチーが、ある課題に挑み、最終的に勝者を決めることになっていた。2人の突飛な言動が人気を集めた。

## 出演者
パリスのと共に出演する人物として当初、パリスの妹であるニッキー・ヒルトンか親友のキンバリー・スチュワートが予定されていた。シーズン4を前にパリスとニコールが不仲となったため、ニコールが降板するという噂が囁かれたときも、ニコールの後釜としてキンバリーの名前が挙がっていた。

## 各シーズン
各シリーズのエピソードはシンプル・ライフのエピソード一覧を参照。

### シーズン1：脱ゼイタク宣言
アーカンソー州で酪農を営むライティン家に1ヶ月お世話になる。最初のエピソードで視聴者数1300万人を獲得、第2のエピソードで1330万人という驚異的な視聴率を記録した。エピソードを通して視聴率が好調だったことから、早い時期からシーズン更新が決定する。このシーズンのDVDはアメリカでは、2004年1月20日に発売された。

### シーズン2：road trip
2004年夏に放送開始。パリスの運転によりピンク色のピックアップトラックでアメリカ中を旅行した。最初のエピソードではパリスが落馬した映像を放送した。エピソードの間、評価は上がり続け、FOXは早い時期にシーズン3人の見出しを発表した。このシーズンのDVDはアメリカでは2004年11月2日に発売された。またCDサウンドトラックも発売された。

### シーズン3：インターン編
2004年10月27日に放送開始。パリスとニコールがアメリカの東海岸を沿って、会社の研修に参加する。グレイハウンドで一般公開されているバスルートを通って、北東を旅行した。彼女たちが思ったよりも、仕事ができない、もしくは怠けていた為、研修期間が短くなった。パリスとニコールが霊柩車から棺を運び出すシーンや遺灰を床に落とし、それを綺麗にするために掃除機を使用したことは一部の視聴者の間で論争を巻き起こしたが、番組制作者は灰は人のものではなかったと主張した。このシーズンのDVDはアメリカでは2006年3月19日に発売された。

### シーズン4：花嫁修業バトル!
2006年6月4日に放送開始。このシーズンのDVDはアメリカでは2006年12月26日に発売された。

### シーズン5：キャンプ編
シーズン5の仮副題は「マリブ」であった。パリスとニコールがキャンプのカウンセラーとして働いた。このシリーズのDVDはアメリカでは2008年1月22日に発売。また、番組内で歌われていたキャンプソングが2007年8月13日にiTunes限定でリリースされた。